# 22e législature du Québec
| 21e législature | 21e législature | 22e législature            | 22e législature            | 22e législature            | 22e législature            | 22e législature            | 22e législature            | 22e législature            | 22e législature            | 22e législature            | 22e législature            | 22e législature            | 22e législature            | 22e législature            | 22e législature            | 22e législature            | 22e législature            | 23e législature            | 23e législature            |
| Godbout (2)     | Godbout (2)     | Gouvernement Duplessis (2) | Gouvernement Duplessis (2) | Gouvernement Duplessis (2) | Gouvernement Duplessis (2) | Gouvernement Duplessis (2) | Gouvernement Duplessis (2) | Gouvernement Duplessis (2) | Gouvernement Duplessis (2) | Gouvernement Duplessis (2) | Gouvernement Duplessis (2) | Gouvernement Duplessis (2) | Gouvernement Duplessis (2) | Gouvernement Duplessis (2) | Gouvernement Duplessis (2) | Gouvernement Duplessis (2) | Gouvernement Duplessis (2) | Gouvernement Duplessis (2) | Gouvernement Duplessis (2) |
| 1944            | 1944            | 1944                       | 1944                       | 1945                       | 1945                       | 1945                       | 1945                       | 1946                       | 1946                       | 1946                       | 1946                       | 1947                       | 1947                       | 1947                       | 1947                       | 1948                       | 1948                       | 1948                       | 1948                       |

La 22e législature du Québec a été élue lors des élections générales québécoises de 1944 au cours desquelles l'Union nationale menée par Maurice Duplessis remporte la majorité des sièges et forme le gouvernement.
La législature siège du 7 février 1945 au 1er avril 1948 au cours de 4 sessions.

## Lois marquantes
Durant la 22e législature, il s'est tenu 4 sessions parlementaires.

### 1resession
La 1re session a duré du 7 février au 1er juin 1945.
- 16 février 1945 : une loi d'urgence modifiant la loi du département du Trésor permet de consolider un emprunt public de 1925 à un taux d'intérêt plus faible[1],[2];
- 20 avril 1945 : la Loi autorisant la création d'un service provincial de radiodiffusion est sanctionnée. Prévoyant la création d'un Office de la radio de Québec, elle entre en vigueur en 1968 lors de la création de Radio-Québec[3],[4].

### Liens et documents externes
- Assemblée nationale du Québec, « Introductions historiques », sur www.assnat.qc.ca (consulté le 26 janvier 2025)